# Santa Casa da Misericórdia da Lourinhã

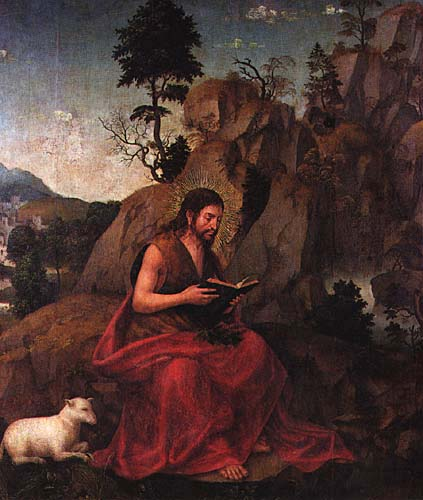
S. João Baptista no Deserto, 1515, óleo sobre madeira, Museu da Santa Casa da Misericórdia, Lourinhã, Portugal.

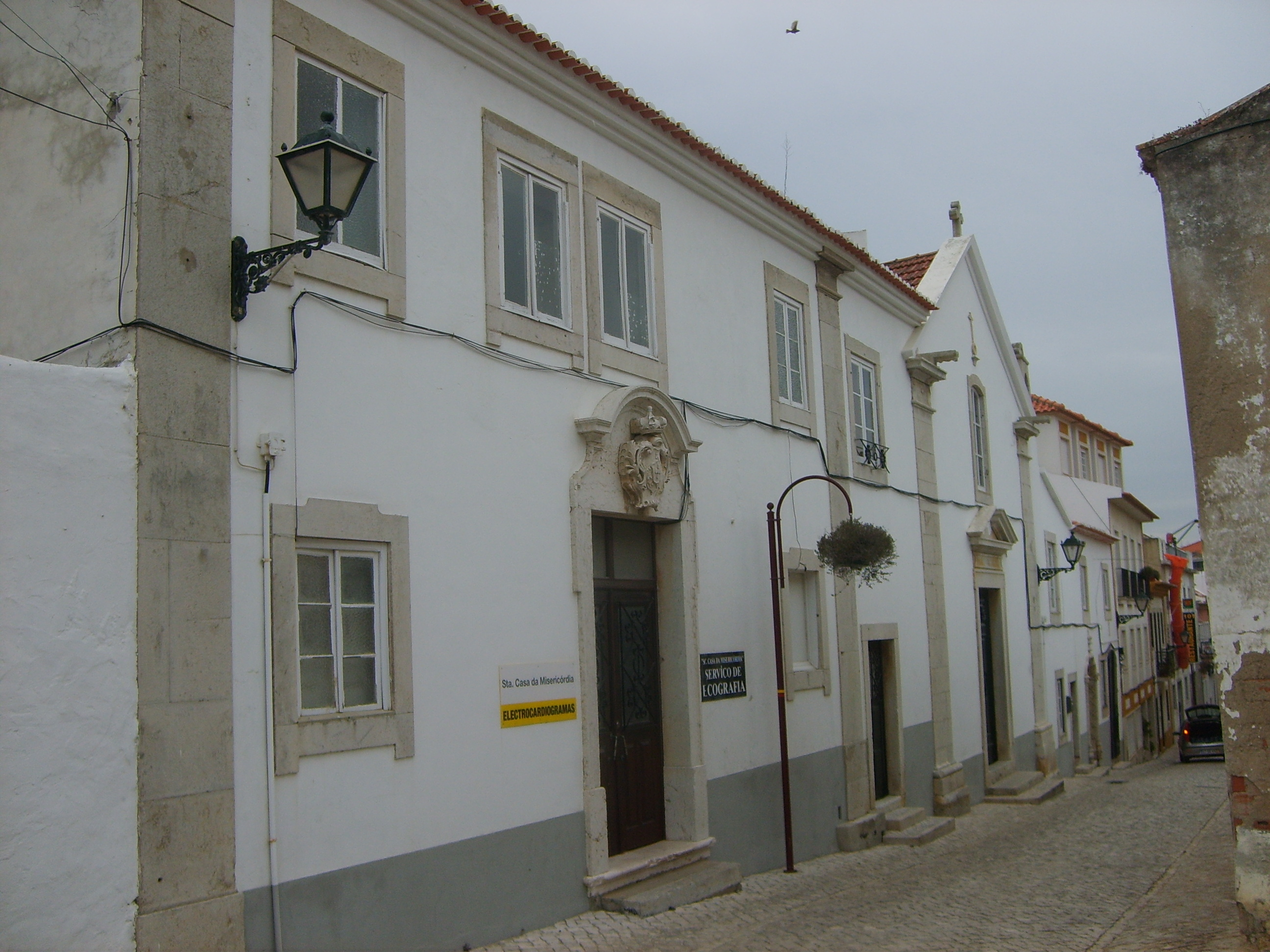
Santa Casa da Misericórdia da Lourinhã, fachada principal.

A Santa Casa da Misericórdia da Lourinhã foi constituída por alvará do rei Filipe I, datado de 23 de Julho de 1586.

## Características
No centro do edifício há uma igreja, com data de 1626, inscrita no tímpano. O retábulo do altar-mor é já do século XVIII, assim como a tribuna dos mesários e a Capela do Senhor dos Passos, em talha dourada barroca.
Do lado poente ergue-se o hospital], do século XVIII em cuja fachada se abre a porta principal encimada com o escudo de D. João V, em pedra calcária branca.

## Museu

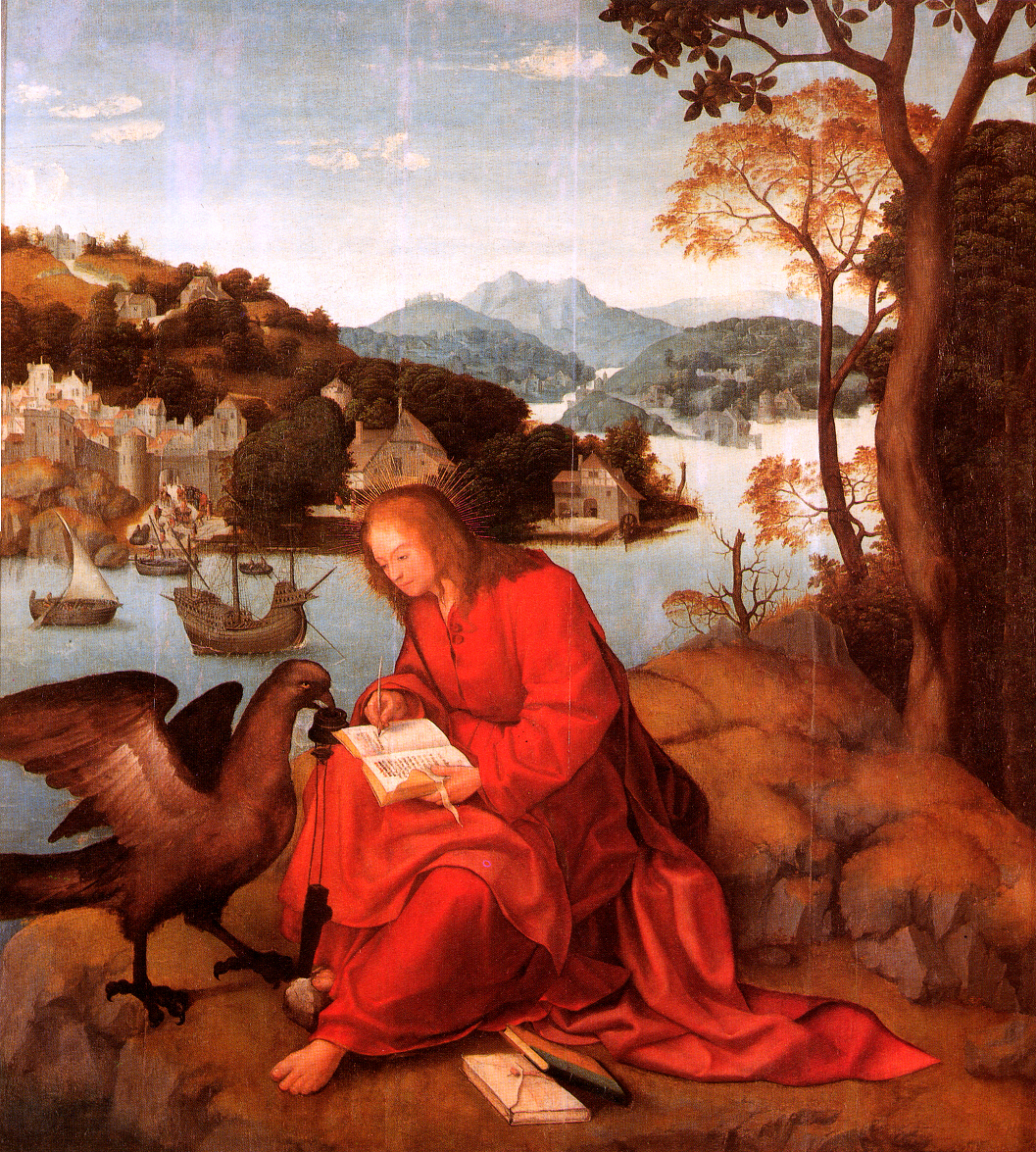
São João em Patmos, Museu da Santa Casa da Misericórdia, Lourinhã.

A Santa Casa da Misericórdia detém um rico espólio museológico, salientando-se a colecção de pintura quinhentista. Aqui podemos admirar dois quadros atribuídos ao Mestre da Lourinhã : 
- Um representando São João Evangelista na Ilha de Patmos
- Outro ilustra São João Baptista em meditação.

De inspiração flamenga são considerados da melhor pintura da época no país. Destacam-se ainda as obras de Lourenço de Salzedo, pintor maneirista, de origem castelhana, constituídas por quatro tábuas de muito valor, especialmente a que retrata São Jerônimo. Podem também, admirar-se três quadros atribuídos ao pintor Francisco de Campos, além de uma bandeira da Misericórdia de Diogo Teixeira, em tela.